# كنيس جوبر
كنيس جوبر، أو كنيس إلياهو حنوي، كنيس قديم في حي جوبر. تضرر بشدة خلال الثورة السورية وهُدمت أجزاء واسعة منه في مايو 2014 جرّاء القصف العنيف الذي تعرض له الحي.